# Рогард, Фольке
Брор Аксель Фольке Пер Рогард (швед. Bror Axel Folke Per Rogard; 6 июля 1899, Стокгольм — 11 июня 1973, там же) — шведский юрист и шахматный арбитр, второй президент ФИДЕ (1949—1970); в 1947—1949 годах — вице-президент.

## Биография
Он родился в Стокгольме, с фамилией Розенгрен, и получил хорошее юридическое образование (стокгольмский университет), квалификацию юриста с этой фамилией, был известным адвокатом. После того, как одного из членов его семьи обвинили в краже со взломом, он сменил фамилию на Рогард и порвал все связи со своей семьёй, боясь за свою идеальную репутацию.
Юный Рогард с детства был знаком с шахматами и правилами игры, но отдавал предпочтение истории и праву. Сам Фольке в шахматы почти не играл, имея третий разряд он смог стать известным организатором и шахматным арбитром (с 1951 г).
Он был женат четыре раза: сначала на Грете Сантессен (1898—1999) с 1921 по 1934 год, у них была дочь Моника (родилась в 1923 году); затем на Гуэйе Рольф (1902—1973) до 1944 года; затем на американской актрисе шведского происхождения Вивеке Линдфорс (1920—1995) с 1944 по 1948 год, у них была дочь Лена Табори (родилась в 1944 году). История любви президента и актрисы легла в основу произведения историка Эдварда Винтера. Последний раз был женат на Элле Йоханссон (1920—2006) с 1965 года.

## Профессиональная деятельность
Рогард был вице-президентом Международной шахматной федерации (ФИДЕ) с 1947 по 1949 год, затем сменил Александра Рюба на посту президента, который он занимал до тех пор, пока его не сменил Макс Эйве в 1970 году. Заняв эту должность, он провел ряд реформ: упорядочил отборочный цикл соревнований на первенство мира (зональные, межзональные, турнир претендентов, матч за корону), ввел звания международного мастера и гроссмейстера, восстановил проведение шахматных Олимпиад после 11-летнего перерыва, учредил чемпионат мира среди юниоров, позднее узаконил коэффициенты Эло.
Он также был председателем Шведской Шахматной федерации с 1947 по 1964 год. В 1951 году ФИДЕ присвоила Рогару звание международного арбитра. Он мог говорить на пяти языках.
Во время своего пребывания на руководящих должностях в ФИДЕ и Шведской федерации он смог организовать проведение в Швеции многих громких шахматных мероприятий. Четыре межзональных турнира — Сальтшёбаден (1948) (выиграл гроссмейстер Давид Бронштейн), Стокгольм (1952) (выиграл гроссмейстер Александр Котов), Гётеборг (1955) (выиграл гроссмейстер Пауль Керес) и Стокгольм (1962) (выиграл гроссмейстер и будущий чемпион мира Бобби Фишер) - все они проходили в Швеции. Студенческая Шахматная Олимпиада 1956 года проходила в Уппсале и была выиграна СССР. В 1969 году в Стокгольме состоялся Чемпионат мира по шахматам среди юниоров, который выиграл будущий чемпион мира Анатолий Карпов. В 1968 году в Мальмё состоялся Претендентский матч между гроссмейстерами Борисом Спасским и Бентом Ларсеном, и он был выигран Спасским. Гётеборг также принимал Конгресс ФИДЕ 1955 года.
Основных достижений для ФИДЕ было много:
- Оформление званий Международного Гроссмейстера и Международного Мастера в 1950 году;
- Принятие на себя контроля над процессом чемпионата мира, создание зон, охватывающих шахматный мир, а также Межзональных и претендентских турниров на регулярном трехлетнем цикле, начиная с 1948 года с Турнира Чемпионата Мира по определению нового чемпиона после смерти Александра Алехина в 1946 году;
- Восстановление Шахматных Олимпиад на двухлетнем цикле, начиная с 1950 года, после 11-летнего перерыва по сравнению с предыдущим мероприятием в 1939 году;
- Учреждение в 1951 году нового Чемпионата Мира по Шахматам среди юниоров в возрасте 20 лет и младше с двухлетним циклом, который в начале 1970-х годов был заменен ежегодным;
- Введение Международной Рейтинговой Системы в 1970 году.

Еще одним огромным успехом к концу президентства Рогарда стал первый матч Сборная СССР против сборной мира, состоявшийся на десяти досках в Белграде в апреле 1970 года.
Во время деятельности Рогарда в шведских шахматах Стокгольм принимал Шахматную олимпиаду 1937 года, выигранную Соединенными Штатами.
Рогард играл в шахматы на уровне третьей категории.